# كفر عون
كفر عون إحدى قرى مركز أشمون التابع لمحافظة المنوفية بجمهورية مصر العربية.

## السكان
بلغ عدد سكان كفر عون 1,141 نسمة، منهم 575 رجل و566 إمرأة، حسب الإحصاء الرسمي لعام 2006.